# Alessja Turawa
Alessja Turawa (belarussisch Алеся Турава, englisch Alesya Turava; * 6. Dezember 1979) ist eine belarussische Leichtathletin. Sie gewann den 2006 erstmals bei Europameisterschaften ausgetragenen 3000-Meter-Hindernislauf für Frauen. 
Bei den Hallenweltmeisterschaften 2001 in Lissabon belegte sie im 1500-Meter-Lauf in 4:13,67 min Platz sechs. Im Sommer gewann sie in Amsterdam  bei den U23-Europameisterschaften in 4:09,71 min. In Edmonton bei den Weltmeisterschaften 2001 wurde sie in 4:07,25 min Siebte. Bei den Halleneuropameisterschaften 2002 in Wien gewann sie in 4:07,69 min Bronze. Am 27. Juli 2002 stellte sie in Danzig in 9:16,51 min einen neuen Weltrekord im 3000-Meter-Hindernislauf auf. Bei den Europameisterschaften 2002 in München wurde sie über 1500 Meter in 4:06,64 min Siebte.
Ebenfalls den siebten Platz belegte sie bei den Hallenweltmeisterschaften 2003 in Birmingham mit 4:08,20 min. Ein Jahr später bei den Hallenweltmeisterschaften 2004 in Budapest wurde sie in 4:09,81 min erneut Siebte. Bei den Halleneuropameisterschaften 2005 in Madrid wurde sie Fünfte in 4:08,81 min. 
Seit 1994 erstmals eine belarussische Mannschaft bei Europameisterschaften antrat, hatte bis 2006 keine Geherin und keine Läuferin Gold für Belarus gewonnen. In Göteborg bei den Europameisterschaften 2006 gewann zuerst Alessjas jüngere Schwester Ryta Turawa das 20-km-Gehen. Vier Tage später gewann Alessja Turawa in 9:26,05 min den Titel im erstmals ausgetragenen 3000-Meter-Hindernislauf. Anderthalb Monate später  gewann Turawa auch beim Weltcup.  
Bei einer Körpergröße von 1,80 m beträgt ihr Wettkampfgewicht 64 kg.

## Bestzeiten
- 1500 Meter: 3:59,89 min (2002)
- 3000 Meter: 8:32,89 min (2001)
- 5000 Meter: 15:23,84 min (2000)
- 3000 Meter Hindernis: 9:16,51 min (2002)